# Kysyl-Osjok
Kysyl-Osjok (russisch Кызыл-Озёк) ist ein Dorf (selo) in der Republik Altai (Russland) mit 4052 Einwohnern (Stand 14. Oktober 2010).

## Geographie
Der Ort liegt 8 km Luftlinie südlich des Zentrums der Republikhauptstadt Gorno-Altaisk, an die es fast unmittelbar anschließt. Er befindet sich im Nordteil des russischen Altai vorwiegend am rechten Ufer der Maima, eines rechten Zuflusses des Katun.
Kysyl-Osjok gehört zum Rajon Maiminski und befindet sich etwa 15 km südsüdöstlich von dessen Verwaltungssitz Maima. Es ist Sitz der Landgemeinde Kysyl-Osjokskoje selskoje posselenije, zu der neben dem Dorf Kysyl-Osjok noch die Dörfer Karassuk und Sredny Saidys und die Siedlungen Alfjorowo, Werchni Saidys und Ulaluschka gehören. Kysyl-Osjok ist (Stand 2010) das nach Einwohnerzahl größte Dorf der Republik Altai, das nicht Verwaltungssitz eines Rajons ist.

## Geschichte
Das Dorf entstand 1922 um das seit 1881 bestehende russisch-orthodoxe Ulala-Nikolaus-Missions-Nonnenkloster (Nikolajewski Ulalinski missionerski schenski monastyr; Ulala war der damalige Name des heutigen Gorno-Altaisk), das seinerseits aus einer 1863 registrierten Nonnengemeinschaft hervorgegangen war. Das in der sowjetischen Periode geschlossene und zerstörte Kloster war zu Beginn des 20. Jahrhunderts einer der bedeutendsten Wallfahrtsorte der Region.
Kysyl-Osjok wuchs insbesondere ab den 1980er-Jahren als Wohnvorort der Republikhauptstadt.

### Bevölkerungsentwicklung
| Jahr | Einwohner |
| ---- | --------- |
| 2002 | 3199      |
| 2010 | 4052      |

Anmerkung: Volkszählungsdaten

## Verkehr
Kysyl-Osjok liegt an der Straße, die von der Fernstraße M52 bei Maima über Gorno-Altaisk kommend weiter über Tschoja in den Nordostteil der Republik führt, wo sie südlich von Turotschak die Regionalstraße R375 erreicht, die von Bijsk der rechten, östlichen Seite der Bija aufwärts bis zum Telezker See folgt.